# Ère Kōchō
L'ère Kōchō (弘長) est une des ères du Japon (年号, nengō, lit. « nom de l'année ») après l'ère Bun'ō et avant l'ère Bun'ei. Cette ère couvre la période allant du mois de février 1261 au mois de février 1264. L'empereur régnant est Kameyama-tennō (亀山天皇).

## Changement d'ère
- Kōchō gannen (弘長元年?); 1261 : Le nom de la nouvelle ère est créé pour marquer un événement ou une succession d'événements. La précédente ère se termine quand commence la nouvelle, en Bun'ō 2.

## Événements de l'ère Kōchō
- 11 juin 1261 (Kōchō 1, 12e jour du 5e mois) : Nichiren est exilé à Itō dans la province d'Izu[3].
- 19 mars 1262 (Kōchō 2, 28e jour du 11e mois) : Shinran meurt à l'âge de 90 ans.
- 1er avril 1263 (Kōchō 3, 22nd day of the 2nd month) : Nichiren est pardonné[3].

| Kōchō     | 1re  | 2e   | 3e   | 4e   |
| Grégorien | 1261 | 1262 | 1263 | 1264 |